# Vendelinus (kráter)

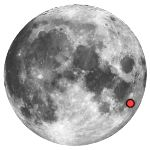
Poloha kráteru

Vendelinus je měsíční impaktní kráter, který se nachází na východním okraji Mare Fecunditatis. Na sever od Vendelina je výrazný kráter Langrenus, na jihovýchodě kráter Petavius, který tvoří řetězec výrazných kráterů poblíž východního okraje. Vzhledem ke své poloze se kráter ze Země jeví jako podlouhlý kvůli zaoblení měsíčního povrchu.
Kráter byl pojmenován po vlámském astronomovi Godefroyovi Wendelinovi v roce 1651 Giovannim Ricciolim. V roce 1935 byl tento název schválen Mezinárodní astronomickou unií. Kráter je silně zerodovaný a překrývá ho několik kráterů, což ztěžuje jeho viditelnost, s výjimkou doby při východu a západu Slunce. Nepravidelný okraj je na několika místech rozbit překrývajícími se krátery. Nejvýznamnějším z nich je zlom v severovýchodní stěně od překrývajícího kráteru Lamé. Menší Lohse překrývá okraj na severozápadě a na jižním konci je stěna kráteru spojena s kráterem Holden .
Dno Vendelina je ploché a pokryté tmavým lávovým proudem. Postrádá centrální vrchol, ale zahrnuje několik kráterů různých rozměrů. Některé z nich jsou sekundární krátery z Langrenu a mají podlouhlý tvar. Vnější hradby Lamé tvoří svah v severovýchodním valu.